# Дёсны

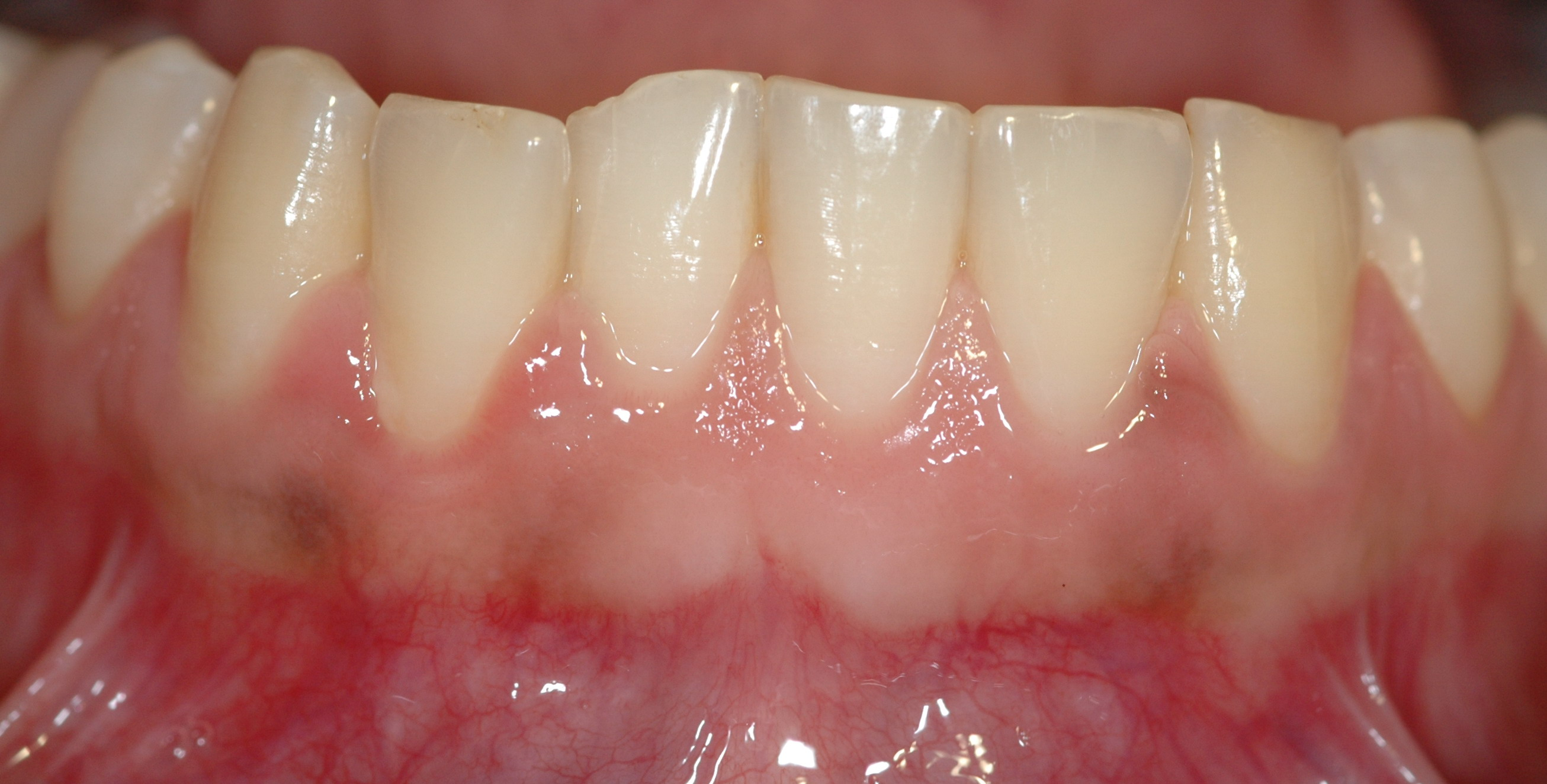
Здоровые дёсны

Дёсны (лат. Gingiva) — слизистая оболочка, покрывающая альвеолярный отросток верхней челюсти и альвеолярную часть нижней челюсти и охватывающая зубы в области шейки. С клинической и физиологической точек зрения в десне различают межзубный (десневой) сосочек, краевую десну или десневой край (свободная часть), альвеолярную десну (прикреплённая часть), подвижную десну.
Гистологически десна состоит из многослойного плоского эпителия и собственной пластинки. Различают эпителий полости рта, соединительный эпителий, эпителий борозды.
Эпителий межзубных сосочков и прикреплённой десны более толстый и может ороговевать. В этом слое различают базальный, шиповатый, зернистый и роговой слои. Базальный состоит из цилиндрических клеток, шиповатый — из клеток полигональной формы, зернистый — из уплощённых клеток, а роговой слой представлен несколькими рядами полностью ороговевших и лишённых ядер клеток, которые постоянно слущиваются.

## Связочный аппарат десны
Составляющая основу десны строма в пришеечной области (циркулярной связке зуба) содержит большое количество коллагеновых волокон. Такая насыщенность связочного аппарата десны способствует её плотному прилеганию к зубу и равномерному распределению жевательного давления.

## Заболевания дёсен
- Гингивит
- Пародонтит
- Пародонтоз
- Рецессия десны